# 小行星4720
小行星4720（英語：4720 Tottori）是一颗围绕太阳公转的小行星。1990年12月19日，上田清二、金田宏在钏路市发现了此天体。
这颗小行星的绝对星等为287.17704等。